# Fußball-Club Energie Cottbus 2003-2004
Questa voce raccoglie le informazioni riguardanti il Fußball-Club Energie Cottbus nelle competizioni ufficiali della stagione 2003-2004.

## Stagione
Nella stagione 2003-2004 l'Energie Cottbus, allenato da Eduard Geyer, concluse il campionato di 2. Bundesliga al 4º posto. In Coppa di Germania l'Energie Cottbus fu eliminato al primo turno dal Wolfsburg II.

## Rosa
| N. |                        | Ruolo | Calciatore           |
| -- | ---------------------- | ----- | -------------------- |
| 1  | Germania (bandiera)    | P     | André Thoms          |
| 2  | Germania (bandiera)    | D     | Ronny Nikol          |
| 3  | Germania (bandiera)    | D     | Christian Beeck      |
| 4  | Germania (bandiera)    | D     | Rayk Schröder        |
| 5  | Stati Uniti (bandiera) | D     | Gregg Berhalter      |
| 6  | Brasile (bandiera)     | D     | Vragel da Silva      |
| 7  | Romania (bandiera)     | C     | Laurențiu Reghecampf |
| 8  | Nigeria (bandiera)     | C     | Adebowale Ogungbure  |
| 9  | Uruguay (bandiera)     | A     | Santiago Silva       |
| 10 | Rep. Ceca (bandiera)   | A     | Robert Vágner        |
| 11 | Germania (bandiera)    | C     | Timo Rost            |
| 12 | Germania (bandiera)    | P     | Gunnar Berntsen      |
| 13 | Ungheria (bandiera)    | C     | Zsolt Löw            |
| 14 | Germania (bandiera)    | C     | Marco Gebhardt       |
| 15 | Germania (bandiera)    | C     | Lars Jungnickel      |

| N. |                                 | Ruolo | Calciatore         |
| -- | ------------------------------- | ----- | ------------------ |
| 16 | Benin (bandiera)                | C     | Moussa Latoundji   |
| 17 | Germania (bandiera)             | C     | Markus Anfang      |
| 18 | Germania (bandiera)             | C     | Björn Brunnemann   |
| 19 | Germania (bandiera)             | D     | Benjamin Schöckel  |
| 20 | Romania (bandiera)              | A     | Adrian Iordache    |
| 21 | Polonia (bandiera)              | C     | Tomasz Bandrowski  |
| 22 | Rep. Ceca (bandiera)            | A     | Jiří Kaufman       |
| 23 | Bosnia ed Erzegovina (bandiera) | P     | Tomislav Piplica   |
| 25 | Bosnia ed Erzegovina (bandiera) | D     | Faruk Hujdurović   |
| 27 | Germania (bandiera)             | P     | Georg Koch         |
| 29 | Germania (bandiera)             | D     | Sebastian Nuhs     |
| 30 | Germania (bandiera)             | C     | Stefan Wollermann  |
| 31 | Germania (bandiera)             | D     | Patrick Jahn       |
| 32 | Germania (bandiera)             | C     | Tom Schikora       |
| 34 | Germania (bandiera)             | C     | Torsten Mattuschka |

## Organigramma societario
Area tecnica
- Allenatore: Eduard Geyer
- Allenatore in seconda: Hagen Reeck, Petrik Sander
- Preparatore dei portieri: Thomas Köhler
- Preparatori atletici:

## Calciomercato

### Sessione estiva
| Acquisti | Acquisti            | Acquisti      | Acquisti |
| R.       | Nome                | da            | Modalità |
| -------- | ------------------- | ------------- | -------- |
| A        | Jiří Kaufman        | Hannover 96   |          |
| A        | Adrian Iordache     | Argeș Pitești |          |
| A        | Santiago Silva      | River Plate   |          |
| C        | Björn Brunnemann    | Hansa Rostock |          |
| D        | Ronny Nikol         | Union Berlino |          |
| C        | Adebowale Ogungbure | Reutlingen    |          |
| D        | Benjamin Schöckel   | Aalen         |          |

| Cessioni | Cessioni             | Cessioni           | Cessioni |
| R.       | Nome                 | da                 | Modalità |
| -------- | -------------------- | ------------------ | -------- |
| A        | René Handreck        | Schweinfurt 05     |          |
| A        | Andrzej Juskowiak    | N.Y. Red Bulls     |          |
| C        | Andrzej Kobylański   | Wisła Płock        |          |
| P        | André Lenz           | Monaco 1860        |          |
| A        | Thomas Reichenberger | Uerdingen 05       |          |
| A        | Paulo Rink           | Olympiakos Nicosia |          |
| D        | Marcel Rozgonyi      | Saarbrücken        |          |
| C        | Silvio Schröter      | Hannover 96        |          |
| C        | Hamid Termina        | Wydad Casablanca   |          |
| A        | Marko Topić          | Wolfsburg          |          |

### Sessione invernale
| Acquisti | Acquisti      | Acquisti       | Acquisti |
| R.       | Nome          | da             | Modalità |
| -------- | ------------- | -------------- | -------- |
| C        | Markus Anfang | Kaiserslautern |          |

| Cessioni | Cessioni | Cessioni | Cessioni |
| R.       | Nome     | da       | Modalità |
| -------- | -------- | -------- | -------- |

## Risultati

### 2. Bundesliga

#### Girone di andata
| Arbitro: | Sippel |

|                                   |           |                                    |
| Latoundji 15’ Gebhardt 45’ (rig.) | Marcatori | 38’ Racanel 63’ Peković 82’ Klasen |

| Arbitro: | Merk |

|  |           |                       |
|  | Marcatori | 20’ (rig.) Reghecampf |

| Arbitro: | Kemmling |

|                                   |           |               |
| Blank 7’ (aut.) Iordache 62’, 77’ | Marcatori | 64’ Brinkmann |

| Arbitro: | Jansen |

|                                 |           |                    |
| Krzynówek 11’ (rig.) Mintál 68’ | Marcatori | 36’ Silva 41’ Rost |

| Arbitro: | Albrecht |

|                                            |           |  |
| Kaufman 5’ (rig.) Reghecampf 42’ Silva 54’ | Marcatori |  |

| Oberhausen 21 settembre 2003, ore 15:00 CEST 6ª giornata | RW Oberhausen | 0 – 0 referto | Energie Cottbus | Niederrheinstadion (4 113 spett.)\| Arbitro: \| Raquet \| |
| Arbitro:                                                 | Raquet        |               |                 |                                                           |

| Arbitro: | Schmidt |

|                             |           |               |
| Silva 40’, 44’ Iordache 82’ | Marcatori | 67’, 89’ Rath |

| Arbitro: | Wack |

|                                 |           |               |
| Ouakili 64’ Dick 79’ Saenko 89’ | Marcatori | 32’ Berhalter |

| Arbitro: | Meyer |

|                         |           |            |
| Latoundji 62’ Silva 78’ | Marcatori | 37’ Broich |

| Arbitro: | Kemmling |

|                                                 |           |                |
| Silva 22’ (rig.) Teinert 42’ Thurk 53’ Auer 66’ | Marcatori | 18’ Reghecampf |

| Arbitro: | Fandel |

|              |           |                                             |
| Porcello 24’ | Marcatori | 50’ Silva 63’ (aut.) Benschneider 68’ Silva |

| Arbitro: | Koop |

|                     |           |           |
| Reghecampf 60’, 85’ | Marcatori | 31’ Curri |

| Arbitro: | Drees |

|                         |           |          |
| Caillas 7’ Burkhardt 9’ | Marcatori | 4’ Silva |

| Arbitro: | Frank |

|               |           |                   |
| Latoundji 52’ | Marcatori | 67’ (rig.) Bugera |

| Arbitro: | Albrecht |

|                       |           |               |
| Hujdurović 85’ (aut.) | Marcatori | 74’ Berhalter |

| Arbitro: | Walz |

|                                    |           |            |
| Reghecampf 5’ Silva 46’ Vágner 71’ | Marcatori | 23’ Šukalo |

| Ratisbona 18 dicembre 2003, ore 20:15 CET 17ª giornata | Jahn Ratisbona | 0 – 0 referto | Energie Cottbus | Jahnstadion (6 000 spett.)\| Arbitro: \| Gagelmann \| |
| Arbitro:                                               | Gagelmann      |               |                 |                                                       |

#### Girone di ritorno
| Arbitro: | Wack |

|                             |           |  |
| Racanel 13’ Patschinski 67’ | Marcatori |  |

| Arbitro: | Keßler |

|                           |           |                      |
| Berhalter 16’ Kaufman 66’ | Marcatori | 71’ (aut.) Berhalter |

| Arbitro: | Gräfe |

|  |           |                      |
|  | Marcatori | 41’ Silva 65’ Vágner |

| Arbitro: | Kinhöfer |

|           |           |                          |
| Beeck 20’ | Marcatori | 4’, 13’ Mintál 90’ Ćirić |

| Arbitro: | Perl |

|  |           |                |
|  | Marcatori | 53’ Reghecampf |

| Arbitro: | Wagner |

|                                  |           |                      |
| Löw 18’ Gebhardt 66’ Kaufman 70’ | Marcatori | 85’ (rig.) Velichkov |

| Ahlen 12 marzo 2004, ore 19:00 CET 24ª giornata | LR Ahlen | 0 – 0 referto | Energie Cottbus | Wersestadion (4 002 spett.)\| Arbitro: \| Hoyzer \| |
| Arbitro:                                        | Hoyzer   |               |                 |                                                     |

| Arbitro: | Brych |

|                    |           |           |
| Silva 81’ Rost 87’ | Marcatori | 59’ Casey |

| Arbitro: | Keßler |

|             |           |         |
| Geißler 22’ | Marcatori | 74’ Löw |

| Cottbus 5 aprile 2004, ore 20:15 CEST 27ª giornata | Energie Cottbus | 0 – 0 referto | Magonza | Stadion der Freundschaft (12 100 spett.)\| Arbitro: \| Kircher \| |
| Arbitro:                                           | Kircher         |               |         |                                                                   |

| Arbitro: | Meyer |

|         |           |                               |
| Löw 72’ | Marcatori | 81’ Radovic 90’ (rig.) Boakye |

| Arbitro: | Koop |

|          |           |  |
| Jank 67’ | Marcatori |  |

| Arbitro: | Gagelmann |

|                                                  |           |                       |
| Latoundji 52’ Berhalter 56’ Löw 75’ Gebhardt 85’ | Marcatori | 38’ Eigler 88’ Rösler |

| Arbitro: | Stark |

|                                                   |           |                           |
| Houdt 4’ Kurth 49’ Bugera 57’ (rig.) Ahanfouf 76’ | Marcatori | 72’ Reghecampf 82’ Vágner |

| Arbitro: | Schmidt |

|              |           |           |
| Berhalter 5’ | Marcatori | 63’ Zandi |

| Arbitro: | Jansen |

|                       |           |  |
| Copado 29’ Šukalo 39’ | Marcatori |  |

| Arbitro: | Trautmann |

|                                  |           |  |
| Reghecampf 36’ Iordache 85’, 89’ | Marcatori |  |

### Coppa di Germania
| Arbitro: | Marks |

|                        |           |  |
| Makiadi 62’ Lorenz 89’ | Marcatori |  |

## Statistiche

### Statistiche di squadra
| Competizione      | Punti | In casa | In casa | In casa | In casa | In casa | In casa | In trasferta | In trasferta | In trasferta | In trasferta | In trasferta | In trasferta | Totale | Totale | Totale | Totale | Totale | Totale | DR |
| Competizione      | Punti | G       | V       | N       | P       | Gf      | Gs      | G            | V            | N            | P            | Gf           | Gs           | G      | V      | N      | P      | Gf     | Gs     | DR |
| ----------------- | ----- | ------- | ------- | ------- | ------- | ------- | ------- | ------------ | ------------ | ------------ | ------------ | ------------ | ------------ | ------ | ------ | ------ | ------ | ------ | ------ | -- |
| 2. Bundesliga     | 54    | 17      | 11      | 3       | 3       | 36      | 21      | 17           | 4            | 6            | 7            | 16           | 23           | 34     | 15     | 9      | 10     | 52     | 44     | +8 |
| Coppa di Germania | -     | 0       | 0       | 0       | 0       | 0       | 0       | 1            | 0            | 0            | 1            | 0            | 2            | 1      | 0      | 0      | 1      | 0      | 2      | -2 |
| Totale            | 54    | 17      | 11      | 3       | 3       | 36      | 21      | 18           | 4            | 6            | 8            | 16           | 25           | 35     | 15     | 9      | 11     | 52     | 46     | +6 |

### Andamento in campionato
| Giornata  | 1  | 2 | 3 | 4 | 5 | 6 | 7 | 8 | 9 | 10 | 11 | 12 | 13 | 14 | 15 | 16 | 17 | 18 | 19 | 20 | 21 | 22 | 23 | 24 | 25 | 26 | 27 | 28 | 29 | 30 | 31 | 32 | 33 | 34 |
| --------- | -- | - | - | - | - | - | - | - | - | -- | -- | -- | -- | -- | -- | -- | -- | -- | -- | -- | -- | -- | -- | -- | -- | -- | -- | -- | -- | -- | -- | -- | -- | -- |
| Luogo     | C  | T | C | T | C | T | C | T | C | T  | T  | C  | T  | C  | T  | C  | T  | T  | C  | T  | C  | T  | C  | T  | C  | T  | C  | C  | T  | C  | T  | C  | T  | C  |
| Risultato | P  | V | V | N | V | N | V | P | V | P  | V  | V  | P  | N  | N  | V  | N  | P  | V  | V  | P  | V  | V  | N  | V  | N  | N  | P  | P  | V  | P  | N  | P  | V  |
| Posizione | 11 | 9 | 3 | 3 | 3 | 3 | 2 | 3 | 2 | 4  | 1  | 1  | 2  | 3  | 4  | 2  | 3  | 4  | 3  | 2  | 3  | 3  | 1  | 2  | 1  | 2  | 1  | 3  | 3  | 3  | 3  | 4  | 5  | 4  |

Legenda:

Luogo: C = Casa; T = Trasferta. Risultato: V = Vittoria; N = Pareggio; P = Sconfitta.

### Statistiche dei giocatori
| Giocatore     | 2. Bundesliga | 2. Bundesliga | 2. Bundesliga | 2. Bundesliga | Coppa di Germania | Coppa di Germania | Coppa di Germania | Coppa di Germania | Totale   | Totale | Totale      | Totale     |
| Giocatore     | Presenze      | Reti          | Ammonizioni   | Espulsioni    | Presenze          | Reti              | Ammonizioni       | Espulsioni        | Presenze | Reti   | Ammonizioni | Espulsioni |
| ------------- | ------------- | ------------- | ------------- | ------------- | ----------------- | ----------------- | ----------------- | ----------------- | -------- | ------ | ----------- | ---------- |
| M. Anfang     | 8             | 0             | 0             | 0             | 0                 | 0                 | 0                 | 0                 | 8        | 0      | 0           | 0          |
| T. Bandrowski | 2             | 0             | 0             | 0             | 0                 | 0                 | 0                 | 0                 | 2        | 0      | 0           | 0          |
| C. Beeck      | 25            | 1             | 9             | 2             | 1                 | 0                 | 1                 | 0                 | 26       | 1      | 10          | 2          |
| G. Berhalter  | 31            | 5             | 7             | 0             | 1                 | 0                 | 0                 | 0                 | 32       | 5      | 7           | 0          |
| G. Berntsen   | 1             | 0             | 0             | 0             | 0                 | 0                 | 0                 | 0                 | 1        | 0      | 0           | 0          |
| B. Brunnemann | 16            | 0             | 2             | 0             | 0                 | 0                 | 0                 | 0                 | 16       | 0      | 2           | 0          |
| M. Gebhardt   | 27            | 3             | 1             | 0             | 1                 | 0                 | 0                 | 0                 | 28       | 3      | 1           | 0          |
| F. Hujdurović | 5             | 0             | 1             | 1             | 0                 | 0                 | 0                 | 0                 | 5        | 0      | 1           | 1          |
| A. Iordache   | 28            | 5             | 2             | 1             | 1                 | 0                 | 1                 | 0                 | 29       | 5      | 3           | 1          |
| P. Jahn       | 0             | 0             | 0             | 0             | 0                 | 0                 | 0                 | 0                 | 0        | 0      | 0           | 0          |
| L. Jungnickel | 3             | 0             | 0             | 0             | 0                 | 0                 | 0                 | 0                 | 3        | 0      | 0           | 0          |
| J. Kaufman    | 23            | 3             | 5             | 0             | 1                 | 0                 | 0                 | 0                 | 24       | 3      | 5           | 0          |
| G. Koch       | 26            | 0             | 3             | 0             | 0                 | 0                 | 0                 | 0                 | 26       | 0      | 3           | 0          |
| M. Latoundji  | 28            | 4             | 3             | 2             | 1                 | 0                 | 0                 | 0                 | 29       | 4      | 3           | 2          |
| Z. Löw        | 26            | 4             | 4             | 1             | 1                 | 0                 | 0                 | 0                 | 27       | 4      | 4           | 1          |
| T. Mattuschka | 4             | 0             | 1             | 0             | 0                 | 0                 | 0                 | 0                 | 4        | 0      | 1           | 0          |
| R. Nikol      | 30            | 0             | 3             | 0             | 1                 | 0                 | 0                 | 0                 | 31       | 0      | 3           | 0          |
| S. Nuhs       | 0             | 0             | 0             | 0             | 0                 | 0                 | 0                 | 0                 | 0        | 0      | 0           | 0          |
| A. Ogungbure  | 14            | 0             | 3             | 0             | 1                 | 0                 | 0                 | 0                 | 15       | 0      | 3           | 0          |
| T. Piplica    | 9             | 0             | 0             | 0             | 1                 | 0                 | 0                 | 0                 | 10       | 0      | 0           | 0          |
| L. Reghecampf | 32            | 9             | 8             | 1             | 1                 | 0                 | 0                 | 0                 | 33       | 9      | 8           | 1          |
| T. Rost       | 29            | 2             | 5             | 0             | 1                 | 0                 | 0                 | 0                 | 30       | 2      | 5           | 0          |
| T. Schikora   | 0             | 0             | 0             | 0             | 0                 | 0                 | 0                 | 0                 | 0        | 0      | 0           | 0          |
| R. Schröder   | 0             | 0             | 0             | 0             | 0                 | 0                 | 0                 | 0                 | 0        | 0      | 0           | 0          |
| B. Schöckel   | 16            | 0             | 2             | 0             | 0                 | 0                 | 0                 | 0                 | 16       | 0      | 2           | 0          |
| S. Silva      | 32            | 9             | 3             | 0             | 0                 | 0                 | 0                 | 0                 | 32       | 9      | 3           | 0          |
| V. Silva      | 29            | 2             | 4             | 0             | 1                 | 0                 | 0                 | 0                 | 30       | 2      | 4           | 0          |
| R. Thielemann | 1             | 0             | 0             | 0             | 0                 | 0                 | 0                 | 0                 | 1        | 0      | 0           | 0          |
| A. Thoms      | 0             | 0             | 0             | 0             | 0                 | 0                 | 0                 | 0                 | 0        | 0      | 0           | 0          |
| R. Vágner     | 27            | 3             | 3             | 0             | 1                 | 0                 | 0                 | 0                 | 28       | 3      | 3           | 0          |
| S. Wollermann | 0             | 0             | 0             | 0             | 0                 | 0                 | 0                 | 0                 | 0        | 0      | 0           | 0          |